# Guido Del Grosso
Guido Del Grosso (Borgo Val di Taro, 8 luglio 1935) è un ex calciatore italiano, di ruolo mezzala.

## Carriera

### Calciatore
Esordì quindicenne nella Borgotarese, nel campionato di Prima Divisione 1950-1951, totalizzando 18 presenze e 5 reti, e passò poi al Fidenza e alle giovanili della Juventus. Fece il suo esordio con i bianconeri contro il Torino nel Derby della Mole il 15 marzo 1953, in una vittoria per 1-0. La sua ultima partita fu contro la SPAL il 18 aprile 1954, in una vittoria per 3-1. In due stagioni bianconere collezionò 7 presenze ed una rete.
Successivamente all'esperienza juventina, passò in prestito al Monza, dove fu frenato da un'infiammazione polmonare che lo tenne fermo per tutta la stagione successiva. Nel 1957 fu ceduto all'Anconitana, e quindi al Pordenone e al Cagliari.

### Allenatore
Del Grosso è stato allenatore delle giovanili della Triestina.
Nel campionato 1966-67 passò ad allenare le squadre del settore giovanile del Pordenone. Si distinse subito per le sue capacità tecniche e soprattutto per quelle umane. In oltre dieci anni d'attività scoprì tanti talenti, tra cui Fulvio Fellet e Sergio Vriz, che sono arrivati a giocare in Serie A. (Da "1920-1996 Pordenone Calcio La storia dei Ramarri" di Dario Perosa - Edizioni Biblioteca dell'Immagine)

## Statistiche

### Presenze e reti nei club
| Stagione        | Club            | Campionato | Campionato | Campionato |
| Stagione        | Club            | Comp       | Pres       | Reti       |
| --------------- | --------------- | ---------- | ---------- | ---------- |
| 1952-1953       | Juventus        | Serie A    | 4          | 1          |
| 1953-1954       | Juventus        | Serie A    | 3          | 0          |
| Totale Juventus | Totale Juventus |            | 7          | 1          |
| Totale carriera | Totale carriera |            | 7          | 1          |